# Henrik af Trolle (författare)
Henrik af Trolle, född den 24 februari 1829 i Karlskrona, död den 16 september 1886 i Listerby, var en svensk sjömilitär och romanförfattare, sonsons son till Henrik af Trolle. 
År 1847 blev af Trolle sekundlöjtnant vid flottan samt företog sedermera längre och kortare sjöexpeditioner med örlogsfartyg eller handelsfartyg till flera världsdelar. År 1856 lämnade han tjänsten. Sedermera blev han lantbrukare samt under flera år medarbetare i "Carlskrona veckoblad", "Nya Blekingsposten" och "Blekinge läns tidning". Henrik af Trolle författade en mängd underhållningslitteratur, oftast i historisk kostym och med sjön som skådeplats. Flera av af Trolles arbeten översattes till danska, tyska, franska och engelska. I USA utgavs en praktupplaga av åtskilliga av hans romaner.